# Aryirokhórion
Aryirokhórion (Argyrochori) är en ort i Grekland.   Den ligger i prefekturen Fthiotis och regionen Grekiska fastlandet, i den centrala delen av landet, 160 km nordväst om huvudstaden Aten. Aryirokhórion ligger 177 meter över havet och antalet invånare är 201.
Terrängen runt Aryirokhórion är varierad. Runt Aryirokhórion är det ganska tätbefolkat, med 93 invånare per kvadratkilometer. Närmaste större samhälle är Lamia, 15,7 km öster om Aryirokhórion. Trakten runt Aryirokhórion består till största delen av jordbruksmark.